# Kiunga
Kiunga är ett släkte av fiskar som beskrevs 1983 iktyologen Gerald R. Allen. Släktet ingår i familjen Pseudomugilidae.
Kladogram enligt Catalogue of Life:
| Kiunga | \| \| Kiunga ballochi \| \| \| \| \| \| Kiunga bleheri \| \| \| \| |
|        | \| \| Kiunga ballochi \| \| \| \| \| \| Kiunga bleheri \| \| \| \| |
|        | Pseudomugil                                                        |
|        |                                                                    |
|        | Scaturiginichthys                                                  |
|        |                                                                    |
|        | Kiunga ballochi                                                    |
|        |                                                                    |
|        | Kiunga bleheri                                                     |
|        |                                                                    |

|  | Kiunga ballochi |
|  |                 |
|  | Kiunga bleheri  |
|  |                 |